# Taifa von Arcos

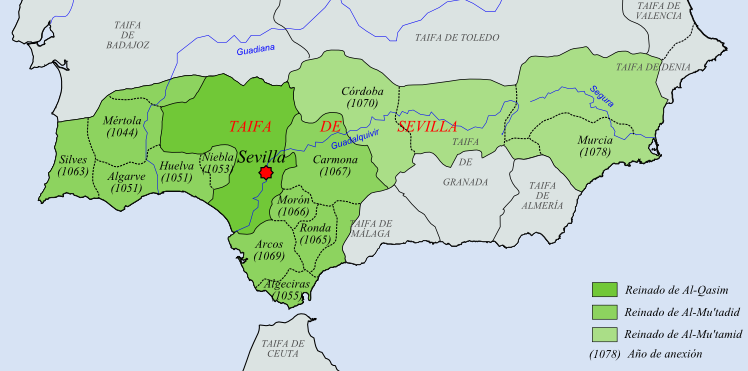
Kleinkönigreiche (taifas) in Andalusien und Portugal

Die nur kurzzeitig existierende Taifa von Arcos (arabisch طائفة أركش, DMG Ṭāʾifat Arkuš) war ein mittelalterliches islamisches Kleinkönigreich (taifa) im Süden von al-Andalus auf der Iberischen Halbinsel.

## Geschichte
Das Taifa-Reich von Arcos entstand in der Phase des Untergangs des Kalifats von Córdoba (1009–1031). Es wurde um das Jahr 1011/12 von Muhammad I al-Dschazari Imad ad-Dawla gegründet, der knapp 20 Jahre lang regierte; auch seine Nachfolger herrschten vergleichsweise lang. Um 1069 wurde die Macht von Abbad II. al-Mu'tadid, dem Herrscher der Taifa von Sevilla, okkupiert. Ab dem Jahr 1091 stand die Region unter der Kontrolle der berberischen Almoraviden und von ca. 1150 bis 1248 unter der Oberherrschaft der Almohaden. Im Zuge der christlichen Reconquista fiel die Regierungsgewalt um die Mitte des 13. Jahrhunderts an die Krone von Kastilien.

## Herrscher

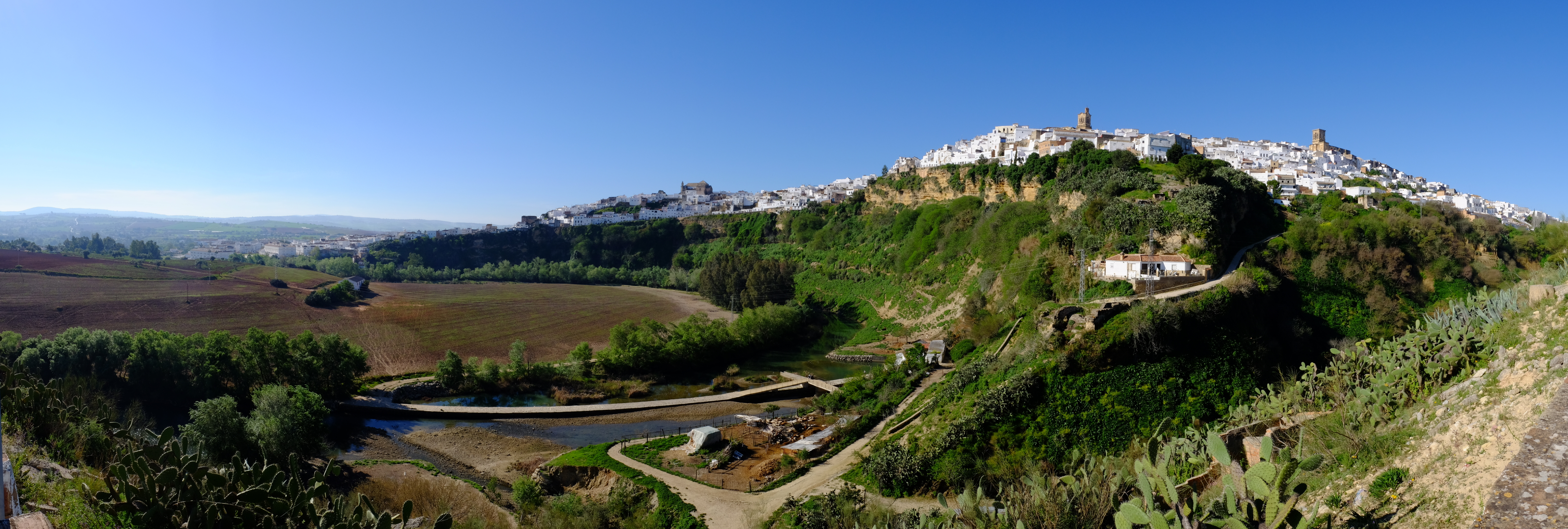
Arcos de la Frontera und Umgebung

### Dschizruniden
- Muhammad I al-Dschazari Imad ad-Dawla (1011/12–1029/30)
- 'Abdun ibn Muhammad (1029/30–1053)
- Muhammad II al-Qaim (1053–1068/69)

### Taifa von Sevilla
- (1069–1091)

### Almoraviden
- (1091–1143)

### Idrissiden
- Abu l-Qasim Ahyal (1143–1145)

### Almohaden
- (1145–1248)